# Hồ Kyoga
Hồ Kyoga (cũng viết là Kioga) là một phức hợp hồ nông lớn tại Uganda, có diện tích khoảng 1.720 km2 (660 dặm vuông Anh) và có độ cao 914 m. Nin Victoria chảy qua hồ này trên dòng chảy từ hồ Victoria đến hồ Albert. Dòng chính từ hồ Victoria được điều hòa bởi nhà máy thủy điện Nalubaale tại Jinja. Nguồn nước khác là vùng núi Elgon trên biên giới Uganda và Kenya.  Trong khi hồ Kyoga là một phần của hệ thống các Hồ Lớn châu Phi, nó không được xem là một Hồ Lớn. Hồ Kwania nằm gần đó.
Phức hợp hồ có độ sâu tối đa là khoảng 5,7 mét, và hầu hết các nơi tại hồ sâu dưới 4 m. Các khu vực sâu dưới 3 m hoàn toàn bị loa kèn nước bao phủ, trong khi nhiều dải đất đầm lầy ven bờ bị chỉ toa thảo (Cyperus papyrus) và bèo tây bao phủ. Loài chỉ toa thảo tạo thành các hòn đảo nổi giữa giữa một số đảo nhỏ thực sự. Vùng đất ngập nước rộng lớn được cung cấp nước từ một hệ thống phức tạp các dòng suối và sông bao quanh các hồ. Hồ Kwania tuy nhỏ hơn song lại sâu hơn hồ Kyoga.
Có 46 loài cá được ghi nhận sống trong hồ Kyoga, và hồ có nhiều cá sấu.